# Château de La Bruyère (Saint-Launeuc)
Pour les articles homonymes, voir Château de La Bruyère.
Le château de La Bruyère est un château construit au XVIIIe siècle et situé à Saint-Launeuc, en France.

## Localisation
Le Château est situé dans le département français des Côtes-d'Armor, sur la commune de Saint-Launeuc.

## Historique
L'édifice est inscrit au titre des monuments historiques par arrêté du 15 octobre 1968.